# Посадка конвейером

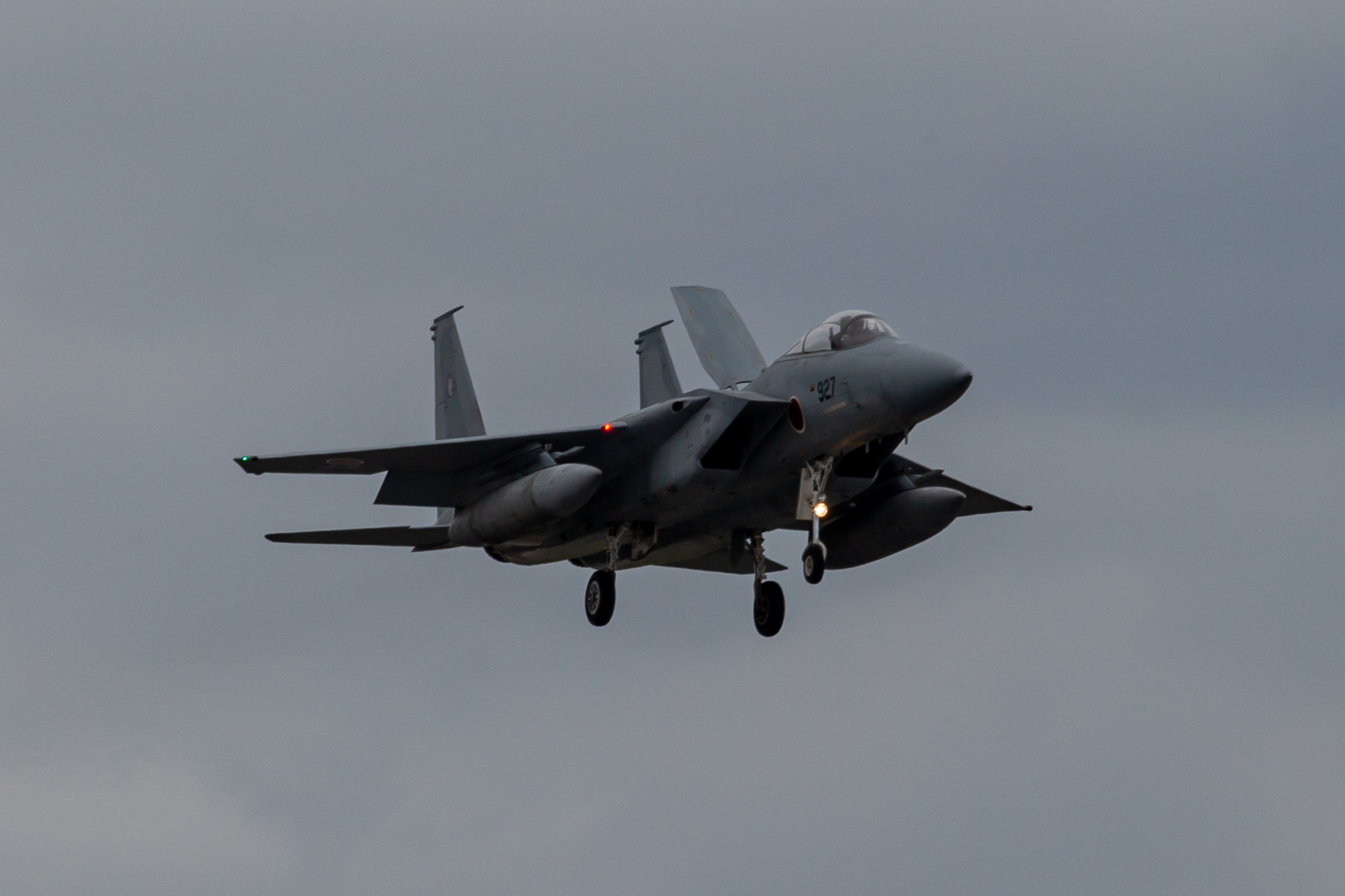
Самолет Mitsubishi F-15J Eagle совершил жесткую посадку на авиасалоне в Нахе в 2018 году

Посадка конвейером (или «посадка-конвейер» или «полёт конвейером», в английской терминологии — touch and go, «коснуться и уйти») — посадка самолёта с последующим взлётом, выполняется, как правило, в учебных целях с целью экономии времени и увеличения интенсивности тренировок. Пилотом или курсантом выполняются все действия, как при обычной посадке, а после того как шасси касаются ВПП, начинается выполнение действий как при взлёте (закрылки — во взлётное положение, увеличение оборотов двигателя до взлётного, отрыв и набор высоты, и далее — по заданию).

## Применение
Посадка конвейером используется для отработки элементов взлёта и посадки, а также расчёта на посадку при полётах по кругу. В учебных методиках может присутствовать ограничение на количество выполнения таких посадок. Например, в КУЛП советского образца для Як-18Т установлено ограничение в 4 конвейера. При подготовке пилотов буксировщиков для планёров по КУЛП-ПАСО-86 количество конвейеров ограничено пятью. Некоторые типы воздушных судов вообще не рассчитаны на «конвейер» из-за возможного возгорания тормозных барабанов колёс, разрушения пневматиков и развития аварийной ситуации.